# Schwarztupfen-Süßlippe
Die Schwarztupfen-Süßlippe (Plectorhinchus gaterinus) lebt im Roten Meer und im westlichen Indischen Ozean vom Golf von Oman bis an die Küste Südafrikas, bei den Komoren und bei Mauritius.

## Aussehen

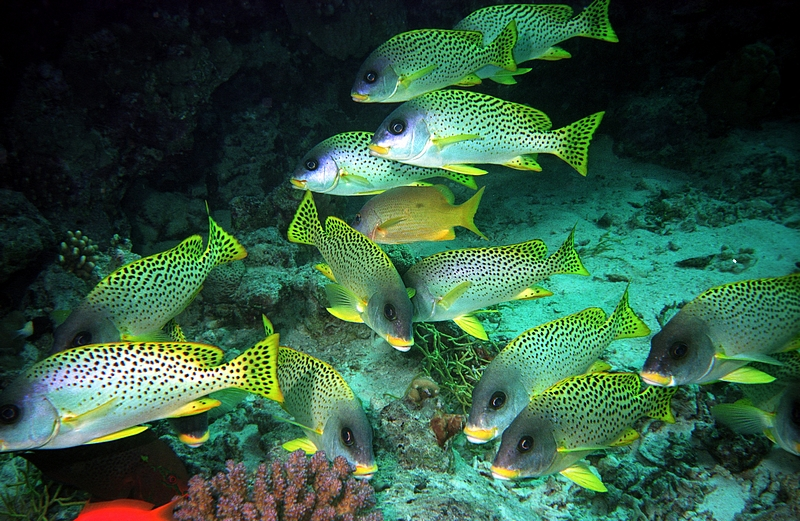
Eine kleine Gruppe Schwarztupfen-Süßlippen

Jungfische der Schwarztupfen-Süßlippe haben eine sibrige Grundfarbe mit schwarzen Längsstreifen und gelbem Bauch und Flossen. Die erwachsenen Fische sind von gleicher Grundfarbe, die Streifen haben sich in kleine Flecke aufgelöst, die die Flanken, den Rücken, Rücken-, After- und Bauchflossen bedecken. Die Flossen sind von gelber Grundfarbe. Der Vorderteil des Kopfes ist graublau. Sie werden 50 Zentimeter lang.

## Verhalten
Jungfische sind Einzelgänger, die versteckt zwischen Korallen leben. Die ausgewachsenen Fische leben in kleinen Gruppen oder großen Schwärmen. Sie fressen benthische Wirbellose.